# Гончар Володимир Васильович
Володи́мир Васи́льович Гонча́р — майор Збройних сил України, учасник російсько-української війни.

## З життєпису
Учасник російсько-української війни. Станом на березень 2017 року — начальник польового вузла зв'язку, в.ч. А1008.

## Нагороди та вшанування
- Указом Президента України № 878/2019 від 4 грудня 2019 року за «особисті заслуги у зміцненні обороноздатності Української держави, мужність і самовіддані дії, виявлені у захисті державного суверенітету та територіальної цілісності України, зразкове виконання військового обов'язку» нагороджений орденом «За мужність» III ступеня[2].